# Синтетичний хімічний елемент

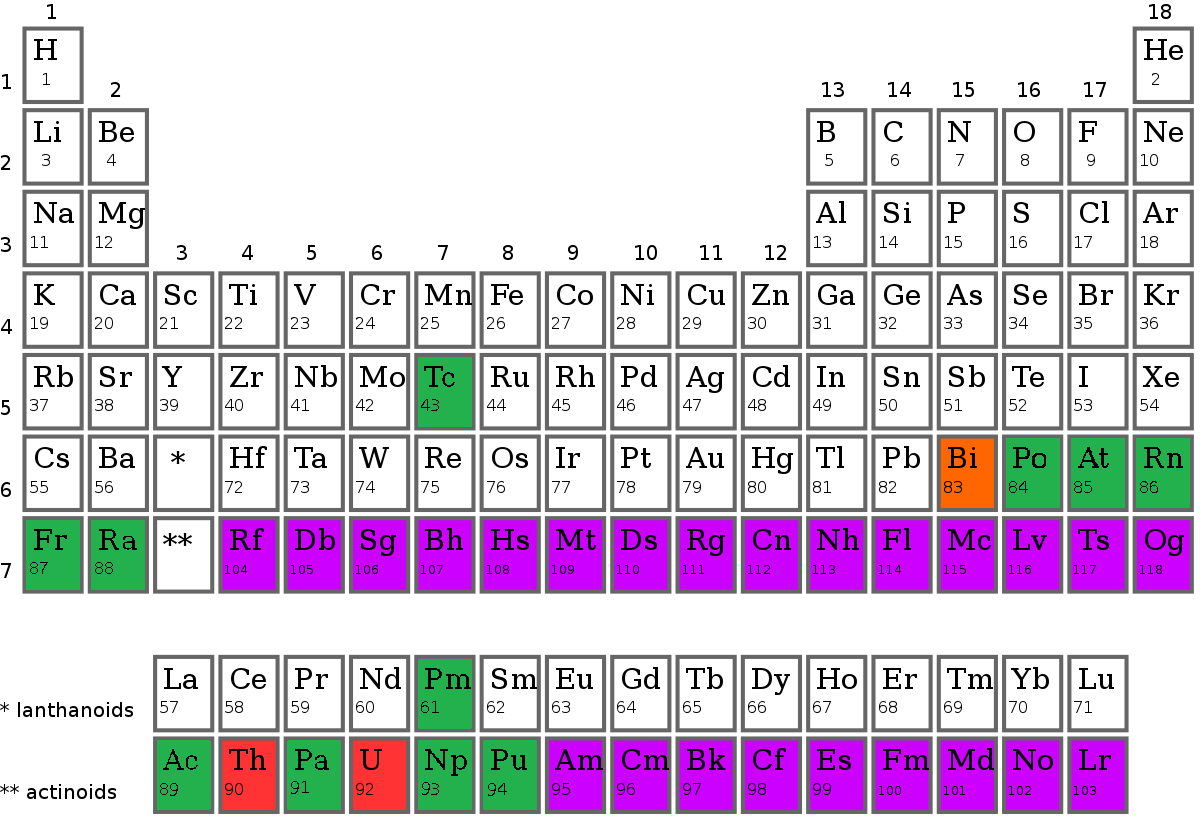

Синтетичний хімічний елемент — один із 24 відомих хімічних елементів, які не зустрічаються в природі на Землі: вони були створені людськими маніпуляціями з елементарними частинками в ядерному реакторі, прискорювачі частинок або вибухом атомної бомби; тому їх називають «синтетичними», «штучними» або «створеними людиною». Синтетичними є елементи з атомними номерами 95–118, як показано фіолетовим кольором у супровідній періодичній таблиці: ці 24 елементи вперше були створені між 1944 і 2010 роками. Механізм створення синтетичного елемента полягає в тому, щоб примусово ввести додаткові протони в ядро елемента з атомним номером нижче 95. Усі відомі (див.: Острів стабільності) синтетичні елементи є нестабільними, але вони розпадаються з різною швидкістю: період напіврозпаду їхніх ізотопів із найдовшим життям коливається від мікросекунд до мільйонів років.
Ще п’ять елементів, які спочатку були створені штучно, строго кажучи, не є синтетичними, оскільки пізніше вони були знайдені в природі в незначних кількостях: 43Tc, 61Pm, 85At, 93Np і 94Pu, хоча іноді класифікуються як синтетичні поряд із виключно штучними елементами. Перший, технецій, був створений у 1937 році. Плутоній (Pu, атомний номер 94), вперше синтезований у 1940 році, є ще одним таким елементом. Це елемент з найбільшою кількістю протонів (атомний номер), який зустрічається в природі, але він відбувається в таких невеликих кількостях, що набагато практичніше його синтезувати. Плутоній відомий головним чином завдяки використанню в атомних бомбах і ядерних реакторах.
Жоден елемент з атомним номером понад 99 не має жодного застосування поза науковими дослідженнями, оскільки вони мають надзвичайно короткий період напіврозпаду, і тому ніколи не вироблялися у великих кількостях.

## Властивості
Усі елементи з атомним номером понад 94 досить швидко розпадаються на легші елементи, так що будь-які їх атоми, які могли існувати під час формування Землі (приблизно 4,6 мільярдів років тому) давно розпалися. Синтетичні елементи, які зараз присутні на Землі, є продуктом атомних бомб або експериментів із застосуванням ядерних реакторів або прискорювачів елементарних частинок шляхом ядерного синтезу або поглинання нейтронів.
Атомна маса природних елементів базується на середньозваженій кількості природних ізотопів у земній корі та атмосфері. Для синтетичних елементів не існує «природної кількості ізотопів». Тому для синтетичних елементів загальна кількість нуклонів (протони плюс нейтрони) найбільш стабільного ізотопу, тобто ізотопу з найдовшим періодом напіврозпаду, вказана в дужках як атомна маса.

## Список синтетичних елементів
Наступні елементи не зустрічаються в природі на Землі. Усі вони є трансурановими елементами та мають атомні номери 95 і вище.
| Назва елемента                   | Хімічний символ | Атомний Номер | Перший певний синтез      |
| -------------------------------- | --------------- | ------------- | ------------------------- |
| Америцій                         | Am              | 95            | 1944 рік                  |
| Кюрій                            | См              | 96            | 1944 рік                  |
| Берклій                          | Bk              | 97            | 1949 рік                  |
| Каліфорнія                       | Cf              | 98            | 1950 рік                  |
| Ейнштейній                       | Es              | 99            | 1952 рік                  |
| Фермій                           | Fm              | 100           | 1952 рік                  |
| Менделевій                       | Md              | 101           | 1955 рік                  |
| Нобелій                          | No              | 102           | 1966 рік                  |
| Лоуренсій                        | Lr              | 103           | 1961 рік                  |
| Резерфордій                      | Rf              | 104           | 1966 (СРСР), 1969 (США) * |
| Дубній                           | Db              | 105           | 1968 (СРСР), 1970 (США) * |
| Сіборгій                         | Sg              | 106           | 1974 рік                  |
| Борій                            | Bh              | 107           | 1981 рік                  |
| Гасій                            | Hs              | 108           | 1984 рік                  |
| Мейтнерій                        | Mt              | 109           | 1982 рік                  |
| Дармштадтій                      | Ds              | 110           | 1994 рік                  |
| Рентгеній                        | Rg              | 111           | 1994 рік                  |
| Коперницій                       | Cn              | 112           | 1996 рік                  |
| Ніхоній                          | Nh              | 113           | 2003–04 рр                |
| Флеровій                         | Fl              | 114           | 1999 рік                  |
| Московій                         | Mc              | 115           | 2003 рік                  |
| Ліверморій                       | Lv              | 116           | 2000 рік                  |
| Теннессин                        | Ts              | 117           | 2010 рік                  |
| Оганессон                        | Og              | 118           | 2002 рік                  |
| * Спільна заслуга для відкриття. |                 |               |                           |

## Інші елементи, зазвичай отримувані шляхом синтезу
Усі елементи з атомними номерами від 1 до 94 зустрічаються в природі принаймні в слідових кількостях, але такі елементи часто виробляються шляхом синтезу: технецій, прометій, астат, нептуній і плутоній, які були відкриті шляхом синтезу до того, як були знайдені в природі.
| Назва елемента | Хімічний символ | Атомний Номер | Перший певний відкриття | Відкриття в природі |
| -------------- | --------------- | ------------- | ----------------------- | ------------------- |
| Технецій       | Tc              | 43            | 1937 рік                | 1962 рік            |
| Прометій       | Pm              | 61            | 1945 рік                | 1965 рік            |
| Полоній        | Po              | 84            | 1898 рік                | 1898 рік            |
| Астат          | At              | 85            | 1940 рік                | 1943 рік            |
| Францій        | Fr              | 87            | 1939 рік                | 1939 рік            |
| Актиній        | Ac              | 89            | 1902 рік                | 1902 рік            |
| Протактиній    | Pa              | 91            | 1913 рік                | 1913 рік            |
| Нептуній       | Np              | 93            | 1940 рік                | 1952 рік            |
| Плутоній       | Pu              | 94            | 1940 рік                | 1941–42 рр          |